# Korita, Idrija
Korita este o localitate din comuna Idrija, Slovenia, cu o populație de 19 locuitori.